# Rosario Harriott
Rosario Harriott (26 de setembro de 1989) é um futebolista Jamaicano que atua como zagueiro. Atualmente defende o Harbour View.